# Skua Beach
Der Skua Beach (englisch für Raubmöwenstrand) ist ein Sandstrand auf der Ostseite der Insel Heard im südlichen Indischen Ozean. Er liegt am Fuß des Scarlet Hill.
US-amerikanischer Robbenjäger benannten ihn zwischen 1860 und 1870 als Launches Beach (englisch für Barkassenstrand). Die dagegen heute etablierte Benennung nahmen Wissenschaftler der Australian National Antarctic Research Expeditions im Jahr 1948 vor.